# Xerodèrmia
La xerodèrmia, xerosi cutània o xerosi de la pell, o simplement pell seca, és una afecció de la pell caracteritzada per una pell excessivament seca.
El terme mèdic xerodèrmia, que significa "pell seca", deriva del llatí modern, xero- 'sec' + grec derma 'pell'.
En la majoria dels casos, la pell seca es pot tractar amb seguretat amb emol·lients o humectants. La xerodèrmia es produeix amb més freqüència al cuir cabellut, cames, braços, mans, artells, els costats de l'abdomen, i cuixes. Els símptomes més associats a la xerodèrmia són afeccions de la pell com descamació (la descamació visible de la capa externa de la pell), pruïja i fissures cutànies (pell esquerdada).

## Causes

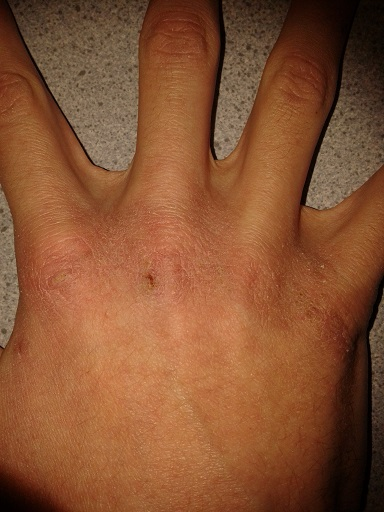
Efectes de la xerodèrmia a la mà

La xerodèrmia és una malaltia molt freqüent. Passa més sovint a l'hivern quan l'aire fred de l'exterior i l'aire calent de dins creen una humitat relativa baixa. Això fa que la pell perdi humitat i es pugui trencar i pelar. Banyar-se o rentar-se les mans amb massa freqüència, especialment si s'utilitza sabó dur, pot contribuir a la xerodèrmia. La xerodèrmia pot ser causada per una deficiència de vitamina A, vitamina D, zinc, malaltia sistèmica, cremades solars greus, o algun medicament. La xerodèrmia pot ser causada per anticolinèrgics. Els detergents com el del rentavaixelles poden causar xerodèrmia.